# Feature freeze
Un feature freeze est un point temporel dans un cycle de développement logiciel où l'on décide d'interdire tout ajout de nouvelles fonctionnalités. Ce choix délibéré a généralement pour but de permettre de finaliser un état stable d'un programme pour aboutir à une livraison.
L'intérêt d'un feature freeze est de pouvoir se concentrer sur la résolution des bugs existants sans risquer d'en ajouter de nouveaux. C'est un préalable indispensable à la sortie d'une version dite stable.